# Inzá
Inzá es un municipio en el departamento del Cauca, Colombia. En jurisdicción de este municipio se encuentra parte del Parque Arqueológico Nacional de Tierradentro y se conecta mediante un corredor arqueológico con el Parque Arqueológico de San Agustín, el Parque Arqueológico Alto de los Ídolos y Parque Arqueológico Alto de las Piedras. y vestigios arqueológicos que se encuentran en los municipios intermedios entre ambos.  Su territorio hace parte del Sur del Alto Magdalena.

## Historia

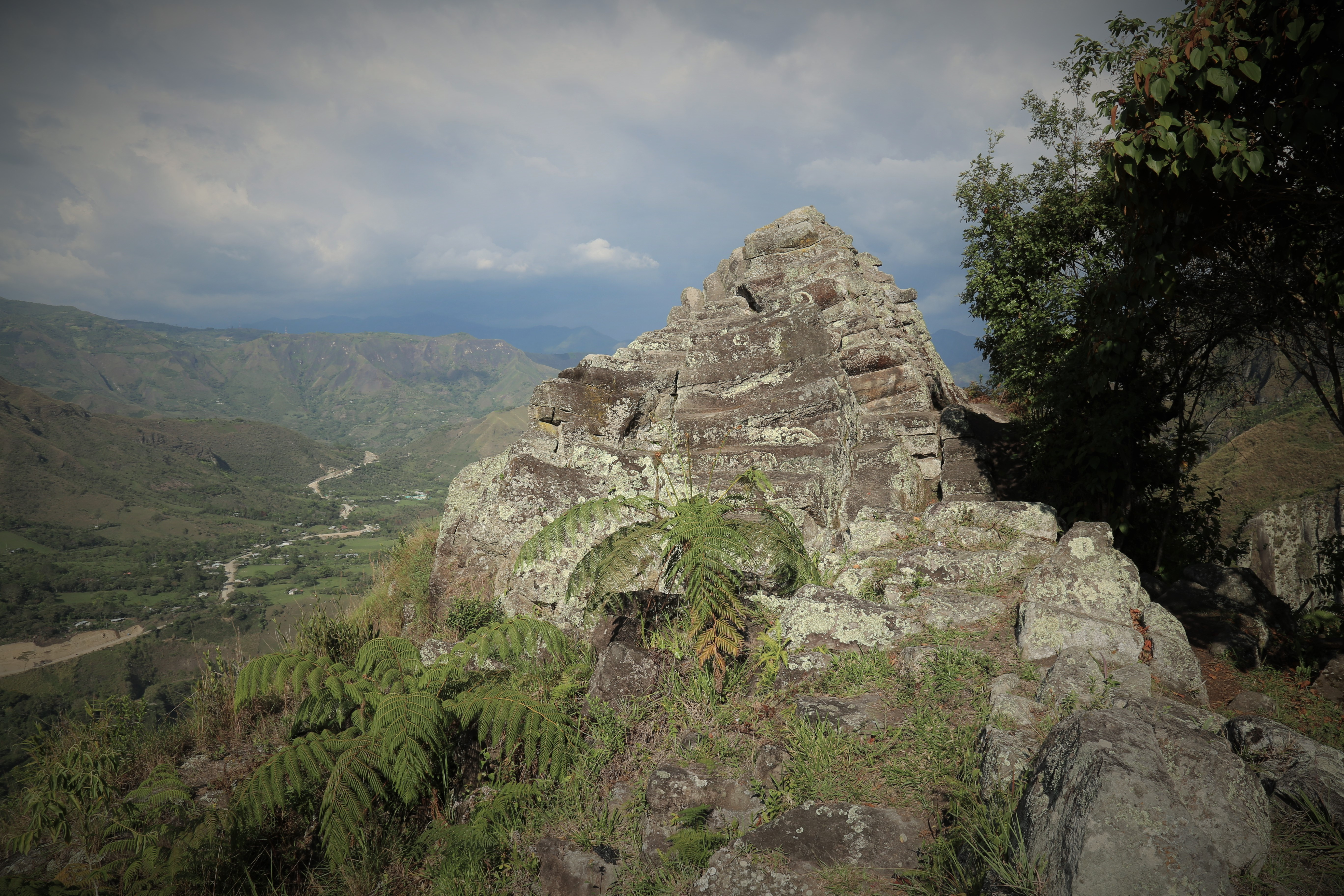
Pirámide de San Francisco

Varios cronistas mencionaron la existencia de la “tribu Guanaca”, ubicada al margen derecho del río Ullucos. Estos indígenas hablaban una lengua cercana al guambiano y al totoró. En la margen izquierda del río habitaban los Nasa.
Sancho García del Espino en 1577 estableció un campamento donde hoy está Inzá y fundó San Pedro de Guanacas en la ceja del monte (hoy vereda Tierra Blanca). En 1737 los jesuitas comenzaron la construcción de una iglesia en el área del campamento. En 1783, este campamento que ya contaba con templo, fue convertido en una población, donde se demarcaron, plazas, calles lugar para casa de Gobierno y se le llamó Inzá.
Durante la época federal de Colombia, fue llamado como Territorio de Guanacas.
Es erigido en municipio el 18 de diciembre de 1907.

## División Político-Administrativa
Además de su Cabecera municipal. Inzá tiene bajo su jurisdicción los siguientes Centros poblados:
- Calderas
- La Milagrosa
- Pedregal
- Puerto Valencia
- San Andrés de Pisimbalá
- Tumbichucue
- Turminá
- Yaquivá